# SPYDER
SPYDER (eng. Surface-to-air PYthon and DERby) je napredni protuzračni raketni sustav kojeg je razvila i proizvela izraelska tvrtka Rafael. Raketni sustav koristi Python-5 (infracrveno navođenje) i Derby (radarsko navođenje) zemlja-zrak rakete a montiran je na češkim kamionima marke Tatra. Bilo je prijedloga da sustav koristi i modificirane David's Sling rakete s kojima bi se povećao domet sustava.
Ovisno o inačici, riječ je o sustavu kratkog / srednjeg dometa koji može obarati zrakoplove, helikoptere, bespilotne letjelice i navođene rakete. Znanja koja su dobivena prilikom razvoja Spydera, kasnije su korištena pri stvaranju Iron Domea, sustava protuzračne obrane.

## Inačice
- Spyder ADS-SR: sustav kratkog dometa. Lanser na kamionu se može okretati na svih 360° a projektil može biti ispaljen u manje od pet sekundi nakon što je letjelica uočena. Domet projektila iznosi 1 - 15 km te može letjeti na visinama od 20 do 9.000 metara. Zapovjedništvo i kontrolna jedinica su smješteni na Tatrinom kamionu na kojem je ujedno postavljen lanser. U lanseru se nalaze četiri projektila. Vojnici koriste radar Elta EL/M-2106 Atar, IFF identifikacijski sustav te radio koji ima sposobnost komunikacije na VHF / UHF frenkvencijama. Od ostale opreme tu su optičko elektronički senzor, CCD kamera i laserski daljinomjer. Radar može pratiti do 500 ciljeva u svim smjerovima te je zaštićen od utjecaja elektroničkog ratovanja.

- Spyder ADS-MR: sustav srednjeg dometa. Domet projektila iznosi 35 km te može letjeti na max. visinama od 16.000 metara. Lanser ima kapacitet od osam raketa te je ugrađen novi Eltin MF-STAR radar.

## Korisnici
- Gruzija: gruzijske zračne snage koriste Spyder SR.[2]
- Indija: 1. rujna 2008. je potpisan ugovor o kupnji 18 mobilnih Spyder ADS-SR raketnih sustava ukupne vrijednosti 260,05 milijuna USD.[3]
- Peru: peruanska vojska je naručila šest lansera dovoljnih za sastavljanje jedne baterije.[4]
- Singapur: za potrebe 165. eskadrona singapurskih zračnih snaga, nabavljeno je 12 lansera sa 75 Python-5 i 75 Derby projektila. Sustav je montiran na Mercedes-Benz Actros kamionima.[5][6]

## Vanjske poveznice
- Informacije o Spyder ADS-SR sustavu na web stranicama proizvođača
- Informacije o Spyder ADS-MR projektilu na web stranicama proizvođača